# Danmarks historie (1945-1990)
 For alternative betydninger, se Danmarks historie (flertydig). (Se også artikler, som begynder med Danmarks historie)
Danmarks historie i perioden fra 1945 til 1990 præges især af to begivenheder, der fik stor betydning for Danmarks rolle i det internationale samfund. I 1945 blev landet befriet af De Allierede efter 5 års besættelse, og landet blev senere et af de stiftende medlemmer af både FN og NATO. Mod periodens slutning faldt Berlinmuren, hvormed Danmarks og NATOs fjendebillede ændrede sig dramatisk.
I den mellemliggende periode udviklede Danmark sig i løbet af 1950'erne fra et landbrugsland til et industrialiseret samfund. I det følgende årti blev der satset stærkt på serviceerhvervene, og gennem en kraftig vækst i den offentlige sektor udvikledes og udbyggedes velfærdsstaten. I 1973 blev Danmark optaget som medlem af det Europæiske Fællesskab. Samme år udbrød der krig mellem Israel og Egypten/Syrien (Yom Kippur-krigen), og derfor reducerede de arabiske medlemmer af OPEC produktionen af råolie. Den følgende usikkerhed og inflation gjorde verdensmarkedet ustabilt og førte til en oliekrise, og der fulgte en økonomisk nedgangstid, hvor Danmark måtte optage store lån i udlandet. I løbet af 1980'erne forsøgte skiftende regeringer ved hjælp af den økonomiske genopretningspolitik at skabe bedre balance i den danske økonomi og nedbringe stigningstakten i gælden til udlandet. Bl.a. med Kartoffelkuren blev det offentlige og private forbrug begrænset. Tiden gik derfor under navnet "fattig-firserne".

## Efterkrigstiden 1945-1956
Da den tyske værnemagt kapitulerede 5. maj 1945, overtog ca. 55.000 tilknyttet modstandsgrupperne opretholdelsen af ro og orden, samt bevogtningen af de mange tyske flygtninge, der var kommet til Danmark i krigens sidste fase. Omkring 30.000 danskere, der var mistænkt for landsskadelig virksomhed blev interneret; halvdelen blev hurtigt løsladt. Engelske tropper passerede grænsen ved Kruså, andre landede i Københavns Lufthavn. Allerede 5. maj ankom Den Danske Brigade fra Sverige.
Den 9. maj præsenterede befrielsesregeringen sig for kongen og rigsdagen. Den havde Vilhelm Buhl som statsminister, John Christmas Møller som udenrigsminister og 16 andre ministre. Regeringen udtalte ønske om, at blive medlem af FN, der siden april havde været under oprettelse på en konference i San Francisco. Efter Sovjetunionen havde anerkendt den danske regering, blev Danmark den 5. juni FN's medlem nummer 50.

### Retsopgøret
Den 1. juni 1945 underskrev Christian 10. et tillæg til straffeloven, der var vedtaget i Rigsdagen med 125 stemmer mod 5. Tillægget blev givet med tilbagevirkende kraft til 9. april 1940 og gav mulighed for dødsstraf. Efter dette tillæg dømtes 78 til døden, hvoraf 46 blev henrettet. Værnemageri blev straffet med højst et halvt års fængsel.
Rigsdagen nedsatte 15. juni Den parlamentariske Kommission bestående af 23 medlemmer af Rigsdagen. Kommissionen skulle undersøge, om begivenheder under besættelsen og i forbindelse med den 9. april 1940, var af en sådan karakter, at der burde rejses tiltale mod embedsmænd eller ministre. Kommissionen afsluttede sit arbejde i 1953, og på baggrund af dens rapport, besluttede Folketinget i 1955 med 153 stemmer mod 8, at der ikke skulle rejses tiltale mod nogen.

### Politisk normalisering
Socialdemokratiet og Danmarks Kommunistiske Parti (DKP) forhandlede i sensommeren 1945 om en sammenslutning af de to partier. 9. august stillede Socialdemokratiet en række krav, der blandt andet indebar at DKP opløste sig som selvstændigt parti. Det kunne de ikke acceptere og det lykkedes således ikke at få et samlet arbejderparti hvilket betød at forhandlingerne brød sammen. I løbet af sommeren var de politiske modsætninger vokset mellem partierne i befrielsesregeringen. Da dens beslutninger skulle være enstemmige, blev regeringen efterhånden helt handlingslammet. Det førte til at der blev afholdt rigdagsvalg 30. oktober 1945. DKP fik 12,5 % af stemmerne og 18 mandater i Rigsdagen; tilsvarende mistede Socialdemokratiet 18.
Landbrugets utilfredshed med bl.a. handelsaftalen med England var baggrund for at Venstre blev valgets anden store vinder med 23,4 % af stemmerne, en fremgang på 10 mandater. Formand Knud Kristensen dannede 7. november en mindretalsregering med støtte fra Radikale Venstre og Konservative Folkeparti.
Allerede ved valget i 1947 blev DKP halveret i stemmetal, og de følgende år genopstod den tidligere balance hvor de fire gamle partier Socialdemokratiet, Radikale Venstre, Venstre og Konservative Folkeparti kæmpede om magten. Bortset fra perioden 1950-1953] hvor venstremanden Erik Eriksen dannede regering med de konservative, var perioden præget af socialdemokratiske mindretalsregeringer.
De økonomiske problemer betød, at Hans Hedtofts regering efter valget i 1947, måtte udskrive valg, som han tabte til Erik Eriksen fra Venstre. Efter den relativt store økonomiske vækst i de første efterkrigsår, faldt væksten til 2-3 % om året, og arbejdsløsheden blev samtidig fordoblet til et niveau omkring 10 % i perioden 1950-1956

### Industrien genopbygges
Sammenlignet med de fleste andre europæiske lande, var Danmark sluppet nogenlunde helskindet gennem krigen. Alligevel havde landet ved besættelsens afslutning store økonomiske vanskeligheder. Produktionsapparatet var brudt sammen, og det var den mest påtrængende opgave at genopbygge det. En vigtig betingelse for en hurtig genrejsning af erhvervslivet var import af maskiner, foderstoffer og vigtige råvarer. Det var vanskeligt, da næsten alle verdens lande havde samme problem. Samtidig manglede Danmark fremmed valuta til at betale for varerne, og udenlandske kreditter var svære at opnå.
Da vareforsyningen var lille, skabte det en overhængende fare for inflation. Derfor fortsatte man med rationeringssystemet og førte en stram importkontrol. Trods Marshallhjælpen var det vanskeligt at genrejse økonomien; bedst gik det for industrien hvis samlede produktion allerede i 1947 oversteg førkrigsproduktionen, og i 1949 genvandt handelsflådens tonnage sin gamle størrelse; dog var skibenes kvalitet ikke så god som tidligere. I 1950 nåede industriens andel af den samlede eksport op på 15%, hvilket vil sige samme andel, som før udbruddet af 2. verdenskrig. 

### Landbrugets udvikling
Landbruget var stadig den vigtigste eksportsektor, selv om der foregik en kraftig vandring af arbejdskraft fra land til by. Denne afvandring fra landet blev kompenseret ved en øget mekanisering af landbruget, hvor traktorer og andre landbrugsmaskiner skabte fortsat vækst i produktionen. 

### Levekår
Befrielsen førte ikke umiddelbart til forbedring af levevilkårene i Danmark. Flertallet af befolkningen havde under besættelsen oplevet et fald i levestandarden som følge af reallønsfald, rationeringer og kvalitetsforringelse af forbrugsgoderne. Dertil kom forringet socialhjælp, et hastigt stigende børnetal og manglen på flere end 50.000 boliger.
Selv om besættelsestiden havde fået arbejdsløsheden til at falde, og reallønnen var steget siden 1943, var varemanglen steget katastrofalt i sommeren 1945. Desuden steg arbejdsløsheden efter ophøret af anlægsarbejderne for værnemagten. På den baggrund kom det til strejker og protestaktioner med krav om lønstigninger, 40 timers arbejdsuge og ophævelse af strejkeforbud. 4. juli demonstrerede omkring 100.000 foran Christiansborg for kravene. I august kom det til et løntillæg, der i det store og hele medførte, at lønniveauet fra 1939 blev nået igen. Samtidig blev arbejdsløshedshjælpen, samt alders- og invaliderenten forhøjet.
23. juli gennemførte regeringen en pengeombytning og formueopgørelse for at komme sortbørshajerne, og dermed de illegalt tjente penge, til livs. Formueopgørelsen viste, at 2,7 mia. kr. (55,7 mia. 2012-kr.) ikke var beskattet. Bøder og efterbetalinger indbragte 1,3 mia. kr. (26,8 mia. i 2012-kr.) Men indgrebet kunne langt fra dække de 8 mia. (165 mia. i 2012-kr.), som besættelsesmagten havde brugt efter at have hentet dem i Nationalbanken. 8. august indgik udenrigsminister Christmas Møller en handelsaftale i London, der indebar, at de danske eksportpriser på landbrugsvarer gradvist blev skåret ned med 33 % for smør og 25 % for bacon.

### Boligpolitik
Der var boligmangel i mange af de større byer og København og dens forstæder efter 2. verdenskrig. Efterspørgslen efter boliger blev forstærket af den urbanisering, som foregik i begyndelsen af 1950'erne. Dette søgtes afhjulpet ved byggeri af almennyttige boliger, hvor man i tilknytning til bebyggelsen samlede en række dagligvarebutikker på et butikstorv. 
Efterspørgslen betød, at skiftende regeringer søgte at dæmpe byggeaktiviteten for at begrænse låntagningen Samtidig fastholdt de huslejereguleringen, som betød, at huslejen lå under markedsprisen. 

### Uddannelse
Både den seneste folkeskolelov og lærlingelov var fra 1937, og i begyndelsen af 1950'erne udviklede et bredt flertal i de politiske partier ideer om reformer af uddannelsessystemet med henblik på at forbedre konkurrenceevnen. På denne baggrund blev Ungdomskommissionen nedsat med Hal Koch som formand. Det væsentligste synspunkt i kommissionens betænkninger var, at ungdommens arbejdstid skulle afkortes, at gymnasierne skulle udbygges og at undervisningen i de tekniske skoler og handelsskolerne skulle foregå i arbejdstiden. 
Sideløbende hermed arbejdede Teknikerkommisionen med henblik på at forøge udbuddet af højtuddannet teknisk og naturvidenskabelig arbejdskraft. Ifølge kommissionen krævede dette, at der blev skabt mere ligelig adgang til de videregående uddannelser for unge fra uddannelsesfremmede hjem ved at give disse økonomisk støtte. Dette blev politisk imødekommet i 1952 ved Lov om Ungdommens uddannelsesfond, som i 1970 overgik til SU.

### Udenrigspolitik
Danmark deltog i den stiftende generalforsamling for FN i efteråret 1945. Formelt betød dette afgivelse af suverænitet til Sikkerhedsrådet, som bl.a. kunne påbyde sanktioner af økonomisk eller militær karakter. I praksis betød vetoretten, at Sikkerhedsrådet ofte var handlingslammet og kun sjældent pålagde medlemslandende bindende afgørelser.

#### Planer om et nordisk forsvarssamarbejde
Efter afslutningen af 2. verdenskrig opstod en konflikt mellem Sovjetunionen og USA/Vesteuropa. Imellem de to supermagter stod de skandinaviske lande, der traditionelt havde været neutrale. Den truende militære spænding lagde pres på Danmark med hensyn til at indgå en militær alliance.
I foråret 1948 blev den storpolitiske konflikt meget nærværende. Rygter om et kommunistisk kup eller en sovjetisk invasion førte til den såkaldte påskekrise, hvor bl.a. Danmarks manglende evne til at forsvare sin neutralitet blev udstillet og spørgsmålet om alliancepartner blev højaktuelt. Statsminister Hans Hedtoft mente, at Danmark skulle holde sig ude af konflikten mellem øst og vest og i stedet vælge Norden, men i løbet af foråret 1948 blev fronterne trukket kraftigt op. Storbritannien, Frankrig, Belgien og Holland underskrev Bruxelles-traktaten om et militært samarbejde. USA's præsident Truman stillede krav til de europæiske lande om, at de skulle yde modstand, hvis de ville have hjælp under en eventuel invasion. De to andre skandinaviske lande var også præget af den storpolitiske situation, og den svenske regering besluttede i april 1948 at indlede forhandlinger, om en skandinavisk forsvarsalliance. Det var dog en forudsætning for Sverige, at de skulle holde sig neutrale i konflikten mellem øst og vest.
Spændingen mellem øst og vest spidsede til i 1948, og vigtigheden af et forsvar voksede. De mange forskellige hjemmeværn, som blev etableret efter krigen, blev en del af det almindelige danske beredskab. I september 1948 mødtes de nordiske udenrigsministre i Stockholm, og her blev de enige om en udredning af forudsætningerne og mulighederne for en forpligtende aftale om regionalt forsvar. Denne aftale skulle bringes ind under FN-pagtens bestemmelser. Der satsedes helt på et nordisk samarbejde, og da både Norge og Danmark i begyndelsen af 1949 fik henvendelser fra USA om indlemmelse i det nordatlantiske forsvarssamarbejde, blev processen fremskyndet. De tre landes udenrigsministre afholdt i januar 1949 tre møder, i Karlstad, København og Oslo. Det skabte store problemer, at Sverige ønskede et neutralt, fritstående samarbejde, mens Norge ville have mulighed for en tilknytning til de vestlige stormagter. Da USA i februar 1949 gjorde det klart, at vestmagterne ikke ville give militær hjælp til et selvstændigt nordisk samarbejde, måtte den danske statsminister erkende, at det ikke kunne realiseres. I stedet tog Danmark i 1951 initiativ til dannelsen af Nordisk Råd, hvis statutter blev tiltrådt af parlamenterne i Island, Norge, Sverige og Danmark i 1952, samt Finland i 1956. Blandt de vigtigste samarbejdsprojekter i starten var det fælles nordiske arbejdsmarked og Den nordiske pasunion (1955).

#### Medlemskab afNATO
Norge søgte straks efter sammenbruddet i de nordiske forsvarsforhandlinger om optagelse i NATO, og da en dansk henvendelse om et dansk-svensk forsvarssamarbejde blev afslået af Sverige, søgte også Danmark medlemskab i den nordatlantiske alliance. Det lykkedes Hans Hedtoft at vende stemningen i sit parti, da han satte sin personlige autoritet bag ansøgningen. Den 4. april 1949 tog den danske udenrigsminister Gustav Rasmussen til Washington D.C. for at underskrive NATO-traktaten.
Koreakrigen satte oprettelsen af en fælles overkommando for alliancen og amerikanske flybaser i Europa, bl.a. i de danske lufthavne i Tirstrup og Vandel på dagsordenen. VK regeringen under ledelse af Erik Eriksen var afhængig af Socialdemokratiets støtte i sikkerhedspolitiske spørgsmål, og udskød dansk stillingtagen til disse spørgsmål til afgørelse efter folketingsvalget i 1953. Da den efterfølgende regering under ledelse af Hans Hedtoft skulle afgøre spørgsmålet om baserne, valgte den i juni 1953 at afvise den amerikanske anmodning.  NATO-medlemskabet krævede imidlertid investeringer i mandskab og materiel, hvilket ses i udgiftsbudgettet, idet forsvarets andel af statens udgifter steg fra 14 % i 1949/1950 til 24 % i 1954/1955.

### Den nye grundlov
Politikerne havde ved befrielsen i 1945 drøftet behovet for en ny grundlov. På grund af ungdommens indsats under 2. verdenskrig ville politikerne nedsætte valgretsalderen fra 25 år i Folketinget og 35 år i Landstinget. Da valgretsalderen var nedfæstet i grundloven fra 1915, måtte der ske en ændring. Kravet førte i første omgang til nedsættelsen af en kommission, der skulle arbejde med sagen, men som syltede den. Det blev den nye regering under ledelse af Erik Eriksen, som skulle forberede og gennemføre den nye grundlov.
I september 1951 meddelte regeringen, at man ville drøfte en ændring af grundloven. Ændringen skulle indebære en afskaffelse af landstinget og valgretsalderen skulle nedsættes til 23. Forfatningskommissionen genoptog arbejdet og 23. marts 1953 vedtog Folketinget og 28. marts Landstinget forslaget til en ny grundlov. Inden den kunne sendes til folkeafstemning, skulle der afholdes valg til begge kamre, så en nyvalgt rigsdag kunne godkende grundlovsforslaget. Ved valget 2. april til Folketinget og 28. april til Landstinget, skete der ingen betydningsfulde ændringer, og den 15. maj kunne de nyvalgte forsamlinger bekræfte vedtagelsen. Derefter blev forslaget sendt til folkeafstemning, og 28. maj blev det vedtaget med et stort flertal. 5. juni kunne Frederik 9. og statsminister Erik Eriksen således underskrive den nye grundlov. Samme dag som den ny grundlov blev vedtaget, meldte den tidligere statsminister Knud Kristensen sig ud af Venstre og dannede partiet De Uafhængige, der både var imod den nye grundlov, samt Venstre/Konservative-regeringens kompromispolitik over for Socialdemokratiet.
Ifølge grundloven skulle der være nyvalg til det nydannede og udvidede folketing. Valget, der blev afholdt 22. september 1953, ændrede ikke aprilvalgets styrkeforhold mellem partierne. De Uafhængige fik 58.673 stemmer og kom ikke i Folketinget, da spærregrænsen lå på 60.000 stemmer. Efter valget blev der dannet en socialdemokratisk mindretalsregering, med Hans Hedtoft som statsminister. Hedtoft blev dog ramt af et hjerteanfald og døde i januar 1955, hvorefter H.C. Hansen overtog statsministerposten.

### Storstrejken i 1956
Allerede i 1954 havde der været spredte strejker mod den stramme økonomiske politik. De kulminerede i en langvarig strejke på Philips' fabrikker.
I efteråret 1955 var der lagt op til overenskomstfornyelse for byarbejderne. Arbejderne ønskede en lønforhøjelse og en arbejdstidsnedsættelse fra 48 timer til 44 timer. Arbejdsgiverne sagde nej, og ønskede i stedet den automatiske pristalsregulering af lønninger afskaffet. Forhandlingerne gik i hårdknude, og den 16. marts 1956 opgav forligsmanden at fremsætte et mæglingsforslag. Resultatet blev strejker og lockout, som snart omfattede over 100.000 arbejdere. Blandt andet ramtes benzinforsyningen, aviserne og skibsfarten. Regeringen truede med tvungen voldgift og fik parterne til at genoptage forhandlingerne.
31. marts kunne forligsmanden endelig spille ud med et mæglingsforslag, der indeholdt visse lønforhøjelser og en arbejdsgiveraccept af en sygelønsordning, men ingen nedsættelse af arbejdstiden. Mæglingsforslaget blev sendt til afstemning og blev forkastet af et stort flertal hos arbejderne. Den 13. april fremsatte regeringen et forslag om at mæglingsforslaget blev ophøjet til lov. Folketinget vedtog forslaget. Imod stemte Danmarks Kommunistiske Parti, Retsforbundet og en enkelt socialdemokrat.
Ulovliggørelsen af konflikten førte samme dag til en massedemonstration med mellem 150.000 og 200.000 deltagere foran Christiansborg. DKP's formand Aksel Larsen opfordrede de demonstrerende til at følge anvisningerne fra en tillidsmandsforsamling, der mødtes efter demonstrationen. Disse opfordrede til at fortsætte strejken om lørdagen. Aksel Larsen, der under demonstrationerne havde krævet generalstrejke, skiftede i løbet af weekenden strategi og påtog sig at standse konflikten. Når arbejdet var genoptaget, skulle de strejkende under kommunistisk ledelse lokalt gennemføre de krav, der var rejst under overenskomstkampen. I løbet af en uge var arbejdsmarkedet stort set normaliseret. Kun sømændene fortsatte med at strejke, og de blev senere idømt en større bod.
I månederne efter storstrejken kom det til en række opgør inden for fagbevægelsen hvor en række af de folk, der ikke havde taget afstand fra Folketingets indgreb, blev kritiseret og udskiftet. DKP fik herefter stigende tilslutning, indtil Sovjetunionen gennem militær intervention knuste opstanden i Ungarn oktober 1956. Aksel Larsen forsvarede Sovjetunionens handlinger, og ved Folketingsvalget 1957 fik DKP en tilbagegang fra 8 til 6 mandater.

## Vækstsamfundet 1957-1972
Perioden fra 1957-1972 var kendetegnet ved en stor økonomisk vækst, især i den offentlige sektor, produktionen blev omstillet ved hjælp af ny teknologi og der var i det meste af perioden ro på arbejdsmarkedet. Væksten medførte en bekymring for mangel på arbejdskraft, som i løbet af 1960’erne søgtes afhjulpet gennem en udbygning af de videregående uddannelser. Alle de toneangivende politiske partier var enige om, at vejen til vækst var investering i uddannelserne, og for at sikre, at alle unge, der havde evnerne, fortsatte i uddannelsessystemet, udbyggede man gymnasierne og indførte uddannelsesstøtten. I løbet af perioden nedsatte Folketinget en række lovforberedende kommissioner, som udgav flere hundrede betænkninger, der skulle skabe grundlag for rationelle politiske beslutninger. En anden følge af væksten var stigende forbrugsmuligheder for lønmodtagere, som bl.a. blev anvendt til ferierejser, anskaffelse og indretning af parcelhuse og anskaffelse af biler. 

### Den politiske udvikling
.
På baggrund af DKP's tilbagegang kunne H. C. Hansen danne trekantsregeringen i 1957. Under denne regering fik undervisningsminister Jørgen Jørgensen vedtaget en ny folkeskolelov i Folketinget, som bl.a. udskød delingen i boglige og almene klasser fra 5. til 7. klassetrin, afskaffede mellemskolen og ligestillede skolerne i landsognene med skolerne i byerne. 
I 1958 blev SF dannet af udbrydere fra DKP med Aksel Larsen som formand. Trekantsregering holdt sammen indtil valget i 1960, hvor vælgerne "straffede" Retsforbundet for dets deltagelse i samarbejdet. Herefter tilfaldt regeringsmagten var i en længere periode socialdemokratiske mindretalsregeringer med radikal støtte. Med helhedsløsningen i 1963 fik Jens Otto Krag med snævrest mulige flertal gennemførte en række økonomiske indgreb, der skulle begrænse forbrugernes købekraft for at styrke den danske konkurrenceevne overfor udlandet. Helhedsløsningen var umiddelbart en succes for regeringen, som undgik uro på arbejdsmarkedet pga. fagbevægelsens tilslutning til indgrebet. 
Boligpolitikken var samtidig i fokus, bl.a. med en debat for og imod udbygningen af omegnskommunerne med højhuse, ligesom der var stadig flere fortalere for en liberalisering af det stramt styrede boligmarked.  I 1963 fik Krags regering vedtaget fire lovforslag om bl.a. byfornyelse og ekspropriation. Venstre og De Konservative, der besad den nødvendige tredjedel af pladserne i Folketinget, satte disse love til folkeafstemning.  De fire love blev forkastet ved folkeafstemningen.
Helhedsløsningen og folkeafstemningen skabte sprækker i samarbejdet mellem regeringspartierne, og i 1964 trådte de radikale ud af regeringen, men fortsatte dog som støtteparti til |en socialdemokratisk mindretalsregering,ledet af Jens Otto Krag. Da både Venstre og De Radikale fik nye formænd, (Poul Hartling og Hilmar Baunsgaard), udtrykte de to partier nogle fælles krav til den økonomiske politik, som vanskeliggjorde regeringens mulighed for at gennemføre en omfattende skattereform. Efter folketingsvalget i 1966 opstod muligheden for et arbejderflertal, og Krag indgik derfor et samarbejde med SF i Det røde kabinet. Hermed sluttede et årtis samarbejde med de radikale, men efter den splittelse i SF, der førte til dannelsen af VS, mistede Socialdemokratiet regeringsmagten til VKR i januar 1968.

VKR havde i 1968 vundet regeringsmagten på et valgprogram med løfter om opbremsning af væksten i den offentlige sektor som forudsætning for lettelser i skattetrykket. I stedet steg de offentlige udgifter hurtigere end nogensinde tidligere i Danmarkshistorien, og underskuddene på betalingsbalancen og finansloven voksede eksplosivt. Problemerne med den økonomiske politik og vedtagelsen af en fri abortlov samt frigivelsen af pornografien førte til en vælgerflugt fra de borgerlige partier.
Ved valget i 1971 genvandt Jens Otto Krag flertallet i Folketinget og kunne danne regering.

### Erhvervsudviklingen
Landbruget, som indtil 1960 var landets største eksporterhverv havde i løbet af 1950'erne været ramt af vigende salgspriser; dette problem søgte man at løse ved stordrift og mekanisering. Denne intensivering af bedrifterne medførte en tilbagegang i antallet af landejendomme og fra 1957-1970, hvor de øvrige erhverv var i vækst, var landbrugsproduktionen stagnerende. Industrierhvervene gennemløb i perioden en kraftig vækst, idet produktionens værdi tredobledes og eksportens værdi femdobledes. Fremgangen var især bemærkelsesværdig i små og mellemstore virksomheder, samt i virksomheder, der specialiserede sig gennem anvendelse af ny teknologi (nicheproduktion).

### Arbejdsmarkedet
Den kraftige vækst i produktionen og udbygningen af den offentlige sektor skabte en lønudvikling, som satte fokus på konkurrenceevnen. I 1962 blev Det økonomiske råd oprettet med det formål, at udpege de økonomiske problemer og fremsætte løsningsforslag herpå. Hermed blev der sat fokus på lønstruktur,omkostninger og inflation i den politisk-økonomiske debat.
Arbejdstiden, som i Danmark er fastsat ved overenskomst mellem arbejdsmarkedets parter blev i 1959 nedsat til 45 timer pr. uge, efter at den siden 1919 havde været 48 timer pr. uge. Herefter blev den efter krav fra LO gradvist nedsat til 41,75 timer pr. uge i 1970.
Arbejdsmarkedspolitikken blev især rettet mod udbygningen af den offentlige sektor og for at sikre flere kvinder på arbejdsmarkedet oprettedes offentlige daginstitutioner. På det private arbejdsmarked blev fremmedarbejdere, især med tyrkisk og jugoslavisk baggrund, benyttet, fortrinsvis som ufaglært arbejdskraft. Hermed lagde man grunden til den indvandring, som ca. 20 år senere blev et af de væsentligste politiske debatspørgsmål.

### Den offentlige sektor udbygges
Omkring 1960 oplevede Danmark en markant økonomisk fremgang:
1. i midten af 1950-erne var omkring 70.000 personer arbejdsløse, i 1960 var de faldet til omkring 30.000 og faldet fortsatte de følgende år;
2. i 1950 blev der bygget ca. 20.000 nye boliger om året, i 1955 ca. 25.000 boliger, og i 1965 var det vokset til ca. 40.000 boliger om året;
3. i 1958 blev rigets valutagæld forvandlet til et tilgodehavende: i 1957 havde Nationalbankens og private bankers gæld til udlandet været omkring 225 mio. kr., i 1958 var det blevet til et tilgodehavende på 1.150 mio. kr., i 1960 var tilgodehavendet vokset til 1.600 mio. kr.

Socialdemokratiets formand og senere statsminister udtalte under valgkampen i 1960:
"Nu går det opad. Den automatiske indkomststigning betyder, at skatterne vælter ind. Vi vil vide at gribe denne historiske chance. Disse penge skal ikke betales tilbage som skattelettelser men bruges til at skaffe befolkningen de goder, som flertallet ønsker. Vi vil bygge universiteter og læreanstalter. Vi vil bygge sociale institutioner. Vi vil støtte kunst og kultur. Vi vil højne standarden på alle områder."
Det var velfærdsstaten, som dermed indvarsledes.
Ved lov af 10. juni 1960 om den offentlige sygeforsikring blev kvinder, der som lønarbejdere var tilsluttet en obligatorisk dagpengeforsikring, berettiget til dagpenge under barselsorlov i op til 14 uger. Varigheden af dagpengeperioden ved barsel er siden hen løbende blevet forlænget. I løbet af 1960’erne udbyggedes især i kommunalt regi en række offentlige institutioner, f.eks. plejehjem, skoler og daginstitutioner. Herved blev det muligt for langt flere kvinder end tidligere at søge job på arbejdsmarkedet, samtidig med, at antallet af stillinger i den offentlige sektor steg eksplosivt. Antallet af offentligt ansatte steg således fra 235.000 til 539.700 fra 1960-1972. Denne udvikling kunne de små sognekommuner ikke følge med i; ved kommunalreformen i 1970 blev antallet af kommuner derfor reduceret fra over 1200 til 277. Efter kommunalreformen, som også samlede de regionale opgaver i 14 amtskommuner, stod kommunerne for knap 2/3 af de offentlige opgaver. Denne ansvarsfordeling indenfor den offentlige sektor foranledigede ønsket om en koordinering af den økonomiske politik i Finansministeriet for at undgå balanceproblemer i økonomien.

### Infrastruktur
En af forudsætningerne for den økonomiske vækst var udbygningen af infrastrukturen, hvor løbende forbedring af transportforholdene er en væsentlig faktor. Udbygningen af et motorvejsnet og indvielsen af Fugleflugtslinjen var sammen med en større investering i den kollektive trafik nogle af de væsentlige elementer i udbygningen af den danske infrastruktur.

### Ungdomsoprøret
Bl.a. som følge af udvidelsen af undervisningspligten til 9 år kom de unge senere på arbejdsmarkedet, og det engelsk inspirerede begreb teenager fandt indpas i det danske sprog. De unge mellem 13 og 19 år fik øget adgang til forbrug, fx spolebåndoptager og knallert.
I løbet af 1960'erne opstod der blandt dele af ungdommen en modstand mod vækst- og forbrugsfilosofien, hvilket førte til en række demonstrationer mod "det etablerede samfund" under Ungdomsoprøret i Danmark. Det startede med hippiebevægelsen, men delte sig hurtigt i fraktioner, hvor nogle indgik i den politiske venstrefløj, mens andre dannede forskellige former for græsrodsbevægelser, som bl.a. arrangerede demonstrationer mod de etablerede institutioner i samfundet. 
Venstresocialisterne søgte at samle oprøret mod "det etablerede samfund" og markerede sig ofte i den offentlige debat; men partiet opnåede kun begrænset succes ved folketingsvalgene. 
Frøstruplejren i Thy og Christiania blev symboler for de alternative samfund, som ungdomsoprørerne drømte om. I 1971 havde Forsvaret rømmet Bådsmandsstræde Kaserne og Ammunitionsarealet, hvorefter der skete en ulovlig indflytning af aktivister. Den 26. september 1971 ”grundlægges” fristaden Christiania.

### Kunst, kultur og sport
Julius Bomholt blev den første kulturminister i det nyoprettede ’’ministerium for kulturelle anliggender’’, hvor han tiltrådte i september 1961. Et meget aktivt lovgivningsarbejde, der bl.a. udløste støtte til film og teater, kulminerede, da Folketingets partier på nær De Uafhængige den 27. maj 1964 stemte for Bomholts forslag til lov om Statens Kunstfond, der administrerede en kunststøtte på 3,5 mio. kr. årligt. Under en pressestorm mod den nye kunststøttelov, som tilsyneladende kom helt bag på både politikere, kunstnere og kulturformidlere, formåede Peter Rindal og hans tilhængere, kaldet rindalisterne at indsamle omkring 60.000 protestunderskrifter. Bevægelsen var især en protest mod moderne abstrakt kunst, som havde sin væsentligste base på Louisiana i Humlebæk. En del af de unge kunstnere deltog i de aktioner, som gav ophavsmændene tilnavnet provo, bl.a. Ole Grünbaum, Jens Jørgen Thorsen og Jørgen Nash. Det vakte offentlig opsigt, da Klaus Rifbjerg, Ebbe Kløvedal Reich, Niels Skousen, Charlotte Strandgaard og Jesper Jensen den 6. juli 1970 røg hash på Kulturministeriets trappe i en aktion for fri hash. Konflikten mellem rindalister og det etablerede samfund på den ene side og provoer, hippier og andre oprørske grupper er senere blevet betegnet som kulturkløften.
Alle større sportsgrene, bortset fra boksning, udøvedes i denne periode på amatørbasis. Hvis eliteudøvere ønskede en professionel karriere, fx i fodbold måtte de søge til udlandet. Derfor var det i mindre idrætsgrene som håndbold, badminton og sejlsport, danske idrætsudøvere kunne begå sig i verdenseliten. Det var derfor overraskende for mange, at Danmark opnåede sølvmedalje i fodbold ved OL i 1960. Dette blev bl.a. fulgt op ved OL i 1968 med 1 guld og 2 sølv i banecykling og sølv i landevejsløbet. Ved OL i 1972 var eneste danske medalje Niels Fredborgs guld i 1000 meter på tid (banecykling). Det bedste resultat i håndbold i denne periode var sølvmedaljen ved Verdensmesterskabet for herrer i 1967.

#### Musikalske eksperimenter
Pop og Rockmusikken fik sit egentlige gennembrud i Danmark, da de store, internationale berømtheder The Beatles og The Rolling Stones gav koncerter midt i 1960’erne. I anden halvdel af 1960'erne begyndte danske rockmusikere for alvor at eksperimentere med musikalske stilarter som bluesrock, syrerock og politisk rock. For eftertiden står Steppeulvene måske som det klareste symbol på denne tid, som senere er blevet betegnet "dansk rocks guldalder".

### Udenrigspolitikken
Udenrigspolitikken i perioden 1957-1972 var især fokuseret på dansk deltagelse i internationale markedsordninger. Egentlig foretrak Socialdemokratiet et bredere markedssamarbejde, men da EF ikke var indstillet på at etablere en bredere toldunion, valgte et stort flertal i Folketinget i januar 1960 at tilslutte sig medlemskab af EFTA.. I slutningen af årtiet forhandlede de toneangivende partier både om Nordek og om dansk deltagelse i EF samarbejdet. Nordek-forhandlingerne var nået så vidt, at der blev udarbejdet et udkast til endelig traktat i 1970. Dette blev imidlertid opgivet, da Finland meddelte, at landet ikke kunne indgå i samarbejdet. Herefter koncentreredes indsatsen om medlemskab af EF. Et stort flertal i Folketinget var tilhængere af dansk tilslutning til dette markedsfællesskab, men begrundet i suverænitetsspørgsmålet  blev medlemskabet af EF afgjort ved en folkeafstemning 2. oktober 1972. Et tværpolitisk initiativ søgte, bl.a. gennem en reklamekampagne, at koordinere modstanden mod dansk medlemskab i folkebevægelsen mod EF, men udfaldet af afstemningen blev et totredjedelsflertal for deltagelsen, hvorefter Danmark blev optaget som medlem af EF 1. januar 1973.
I relation til den kolde krig førte især Jens Otto Krags regeringer efter Cubakrisen en mere aktivistisk udenrigspolitik end tidligere set; denne politik er blevet betegnet som "europæisk atlantisme".. Kernen i den udenrigspolitiske strategi var at indgå aktivt i forhandlingsspillet, både gennem besøg i Washington og ved at invitere Sovjetunionens leder Khrusjtjov til besøg i Danmark i juni 1964.. Samtidig havde det danske medlemskab af NATO stor tilslutning blandt Folketingets partier og selv om de demonstrationer, der fandt sted mod bl.a. USAs engagement i Vietnamkrigen, gjorde indtryk på de politiske beslutningstagere, var der ikke nogen tvivl om Danmarks støtte til USA og øvrige allierede. I forhold til problemerne i ulandene indtog Danmark det standpunkt, at det var nødvendigt at give større økonomisk bistand til de fattigste lande, og det politiske flertal tilsluttede sig FNs målsætning om at de rige lande skulle yde 1 % af BNP på udviklingsbistand. 

## Mellem to oliekriser (1973-1979)
Kort efter Danmarks optagelse i EF udbrød den første oliekrise og den heraf følgende økonomiske lavvækst og stigende ledighed var knap overvundet, før en ny oliekrise opstod i 1979. Mellem disse to kriser skulle danskerne finde deres plads i EF-samarbejdet. Disse år var præget af økonomisk stagflation og skiftende mindretalsregeringer oparbejdede et stort underskud på betalingsbalancens løbende poster, trods adskillige forsøg på at genoprette de økonomiske balancer gennem en stram indkomstpolitik. SV-regeringen blev i august 1978 lanceret som et "arbejder-bondesamarbejde", der skulle redde Danmark fra økonomisk katastrofe; men samarbejdet mellem Venstre og Socialdemokratiet holdt kun 14 måneder. Samtidig betød krigen mellem Iran og Irak, at udbuddet af råolie blev stærkt reduceret og priserne på verdensmarkedet steg.

### Den politiske udvikling

#### Danmark i EF
Til stor overraskelse for de politiske eksperter trådte Jens Otto Krag, der som statsminister var gået i spidsen for kampagnen for dansk medlemskab af EF tilbage og overlod posten til Anker Jørgensen.
EF-politikken blev en kilde til uro. De forhåbninger, der havde været i Danmark om større økonomiske fordele, blev ikke indfriet. På trods af det klare resultat af afstemningen i 1972 havde modstandsorganisationerne gjort sig gældende som politisk faktor, og ved det første Europaparlamentsvalg i 1979 lykkedes det modstanderne at få seks pladser af de 16 i parlamentet. Fire tilfaldt Folkebevægelsen mod EFs liste N, en til SF, ligesom det grønlandske mandat tilfaldt modstanderne. I 1985 trådte Grønland ud af EF, og SF overtog deres mandat ved parlamentsvalget i 1985.

#### Den første oliekrise
I 1973 udbrød der krig mellem Israel og dets arabiske naboer. De olieproducerende landes organisation, OPEC, standsede produktionen af råolie. Den følgende usikkerhed og inflation gjorde verdensmarkedet ustabilt, og der fulgte en økonomisk nedgangstid. Fagbevægelsen krævede som kompensation for faldende realløn Økonomisk demokrati indført, og i januar 1973 fremsatte Anker Jørgensens socialdemokratiske regering forslag herom i Folketinget, men da da der blev udskrevet valg i efteråret samme år, nåede det aldrig at blive behandlet. Og allerede efter et årti blev idéen skrinlagt endeligt grundet voldsom modstand.
I Danmark var vælgernes reaktion på krisen og det stigende skattetryk en mistillid til de etablerede politiske partier, som kulminerede med folketingsvalget i 1973, som blandt andet medførte, at fem nye partier blev indvalgt i Folketinget, og mere end en tredjedel af folketingsmedlemmerne blev udskiftet. Både højrefløjen og venstrefløjen forøgede deres stemmetal. Især det nye parti Fremskridtspartiet rystede det politiske system med 15,9% af stemmerne, og valget er gået over i historien som "jordskredsvalget 1973".
 Fremskridtspartiets stifter, Mogens Glistrup, havde i valgkampen markeret sig med ekstreme synspunkter om "nul-skat" og nedlæggelse af forsvaret, hvorfor de etablerede partier undgik samarbejde med partiet. Også Kristeligt Folkeparti, som var dannet i 1970 som protestreaktion mod fri abort og pornografi  og Centrumdemokraterne var blandt de nye partier. Den kaotiske sammensætning af Folketinget førte til en mindretalsregering, ledet af Venstres Poul Hartling, men allerede i januar 1975 måtte han udskrive valg i en situation med svigtende økonomisk vækst og stigende arbejdsløshed.

#### Uddannelsespolitik
Uddannelsespolitikken var i begyndelsen af 1970'erne præget af oprettelsen af et centralt uddannelsesråd, (CUR), der skulle udarbejde forslag til modernisering og effektivisering af de videregående uddannelser. De to første universitetscentre (RUC i 1972 og AUC i 1974) blev oprettet med en bredere vifte af uddannelser end de gamle universiteter. Endvidere skulle de, bl.a. gennem indførelse af basisår og udstrakt anvendelse af gruppearbejde, medvirke til at opbløde det hierarkiske "professorvælde". Lærlingeuddannelserne blev reformeret med oprettelsen af EFG i 1972, og i 1975 vedtog Folketinget undervisningsminister Ritt Bjerregaards forslag til ny lov om folkeskolen som en 10. årig enhedsskole. Delingen i almen linje og realskole efter 7. klasse blev hermed afskaffet.

#### Bistandsloven
Bistandsloven trådte i kraft i 1976 og udgjorde grundstammen i 1970'ernes socialreform. Den samlede en række love om offentlig forsorg, børne- og ungdomsforsorg, mødrehjælp, revalidering, omsorg for pensionister, husmoderafløsning og hjemmehjælp. Samlingen skabte et enstrenget socialsystem, hvor borgere kun skulle henvende sig et sted, nemlig hos kommunen. Loven blev planlagt under højkonjunkturen, men indført efter oliekrisen i 1973. Dette førte til en socialpolitisk debat, hvor de politiske partier koncentrerede sig om forslag til effektivisering af den sociale sektor og begrænsning af adgangen til sociale ydelser.

#### Den anden oliekrise
Den anden oliekrise var en følge af politiske uroligheder i Iran i halvåret 1978-79. Situationen medførte et nyt fald i olieproduktionen. Dette skete samtidigt med at Europa oplevede en streng vinter. Konsekvensen blev, at dollarprisen på en tønde råolie fra oktober 1978 til juni 1979 steg fra 12,70 til 36. Dette bidrog til yderligere betalingsbalanceunderskud og øget arbejdsløshed i den vestlige verden.
SV-regeringen under statsminister Anker Jørgensen var en direkte reaktion på den politiske ustabilitet, som jordskredsvalget og oliekriserne havde forårsaget. Den foretog et indkomstpolitisk indgreb i foråret 1979, forhøjede momsen og udsatte påbegyndelsen af anlægsarbejdet på Storebæltsbroen.  Da samarbejdet mellem S og V brød sammen i oktober 1979, skulle en ny socialdemokratisk mindretalsregering under Anker Jørgensen forsøge at rette op på økonomien, og to devalueringer og en "helhedsplan", der skulle begrænse inflationen, var medvirkende til at forbedre konkurrenceevnen.

### Erhvervsudviklingen
Tendensen fra 1960'erne fortsatte, idet de beskæftigelsen indenfor de primære erhverv faldt yderligere. Hertil kom, at også beskæftigelsen i industrien faldt fra ca. 35% til ca. 26% af alle beskæftigede, mens især den offentlige sektor voksede.  Oliekriserne betød, at ledigheden steg fra ca. 3% i 1973 til ca. 10 % i 1979.

### Arbejdsmarkedet
Som en reaktion på den stigende arbejdsløshed blev efterlønnen vedtaget i 1979 af SV-regeringen med den begrundelse, at de ældres tilbagetrækning herved kunne give plads til unge arbejdsløse på arbejdsmarkedet. Ordningen udviklede sig hurtigt til en generel pensionsordning. Regeringens stramme indkomstpolitik og forhøjelse af momsen blev kraftigt kritiseret af LO var medvirkende til, at regeringen sprængtes.

### Levekår
Den inflation, som fulgte med oliekriserne, udhulede reallønnen, og den kompensation, som dyrtidsreguleringen gav lønmodtagerne, førte til en løn-prisspiral. De øgede transportudgifter som følge af benzinprisernes stigningstakt betød, at mange lønmodtagere var utilbøjelige til at tage arbejde langt fra bopælen. Alligevel steg forbruget af bl.a. farve- TV og andre forbrugsgoder, ligesom mange danskere fandt midler til at deltage i organiserede fritidsinteresser. Befolkningen fik øget fritid. I 1974 indførtes 40 timers arbejdsuge, hvilket for de fleste betød, at man havde fri både lørdag og søndag og derfor fik mulighed for at udnytte de mange tilbud om at dyrke kropslige aktiviteter i de mange idrætshaller, som kommunerne havde investeret i i begyndelsen af 1970'erne.

### Græsrodsbevægelserne
Græsrodsbevægelserne opstod i forlængelse af ungdomsoprøret og omfattede bl.a. Folkebevægelsen mod EF og OOA. Med disse bevægelser opstod en ny form for engagement i politiske spørgsmål, som var uafhængig af de etablerede politiske partier. Græsrodsbevægelserne var typisk engageret i en enkelt sag, deres struktur var løs og der var ingen overordnet ledelse. Disse bevægelsers vigtigste virkemidler var aktioner, spændende fra underskriftsindsamlinger til civil ulydighed.

#### Kvindebevægelsen
Kvindebevægelsen mindede i form om græsrodsbevægelserne. Den markerede sig med aktioner for ligestilling mellem kønnene, bl.a. med "lige løn for lige arbejde" på programmet. Et af bevægelsens andre krav var kvinders ret til fri abort. Folketinget vedtog i oktober 1973 en lov om fri abort og en lov om ligestilling på arbejdsmarkedet i 1976.

#### Christiania
Problemerne vedrørende besættelsen af Christiania medførte, at Forsvarsministerietden 1. april 1976 anlagde en udsættelsessag, som afsluttedes, da Højesteret den 2. februar 1978 stadfæstede, at Christiania øjeblikkeligt skulle ryddes. Dommen fik imidlertid ikke konsekvenser for fristaden. Folketinget besluttede i 1978, at der skulle udarbejdes en lokalplan for området. I mellemtiden kunne fristaden eksistere under særlige betingelser.

### Kunst, kultur og sport
En lov fra 1973, som indførte en landsdækkende abonnementsordning for teaterpublikum, skabte grundlaget for et større og bredere udbud af teaterstykker, selv om loven også blev udsat for kritik, fordi den ikke kom små, eksperimenterende teatre til gode. Danmarks Radio var i 1970’erne meget aktiv med egenproduktion af film og teaterstykker, som bl.a. skabte grundlag for, at både etablerede navne og en ny generation af forfattere fik succes.
I årene efter kommunalreformen i 1970 skete en massiv udbygning af idrætshaller og sportsanlæg. Fra 1971 til 1983 tredobledes antallet af anlæg. Samtidig skete der et gennembrud for motionsløb, som bl.a. forklares med en større kropsbevidsthed i store dele af befolkningen.
Danmark havde kun haft få, større resultater i international atletik, da Jesper Tørring vandt europamesterskabet i højdespring i Rom i 1974. Tom B. Hansen fulgte op med en sølvmedalje i 1500 meter løbet ved samme mesterskab. Amatørismen blev udfordret, da DBU som modtræk mod Dansk Professionelt Fodboldforbunds planer om at starte en alternativ liga i 1977 vedtog indførelsen af professionel fodbold i Danmarksturneringen.

### Grønland
I Grønland havde der i en årrække været en opposition mod den danske model for modernisering af samfundet, som bl.a. greb voldsomt ind i den traditionelle grønlandske levevis. Landsrådet, som var det folkevalgte organ kom under stigende pres fra grupper, der ønskede en form for selvstyre.
Som en konsekvens af politiske komplikationer i forhold til Danmarks indtræden i EF i 1972, øgedes de grønlandske ønsker om hjemmestyre Efter en folkeafstemning i 1979 fik Grønland begrænset selvstyre med eget parlament, Landstinget, mens Folketinget fortsat havde ansvaret for udenrigspolitik, sikkerhed og naturressourcer. Loven trådte i kraft den 1. maj 1979 og blev overrakt af Dronning Margrethe II ved en højtidelighed i Grønland. Dronningen var og er fortsat Grønlands statsoverhoved.

## Fattig-firserne

### Politisk udvikling
Ved folketingsvalget 1981 mistede Socialdemokratiet 9 mandater, og i den svækkede situation var Anker Jørgensens mindretalsregering afhængig af både R og SF. I efteråret 1982 opgav Anker Jørgensen at løse de økonomiske og politiske problemer, hvorefter Poul Schlüter dannede den første firkløverregering med en målsætning om genopretning af de økonomiske balancer.
Fra 1982 var bekæmpelse af inflationen og fjernelse af underskuddet på betalingsbalancen to hovedoverskrifter for den økonomiske politik. Med henblik på det første blev der indført fastkurspolitik, og dyrtidsreguleringen blev først suspenderet og fra 1987 helt afskaffet.
Et vigtigt led i den økonomiske styring blev efterhånden Finansministeriets budgetredegørelser. Med henblik på kontrol med de kommunale udgifter indgik Finansministeriet og Kommunernes Landsforening aftaler om styringen af kommunernes økonomi. Det overordnede formål med den økonomiske styring var primært at sikre Danmark et forspring overfor konkurrenterne på de internationale markeder.
I august 1983 påbegyndte Mogens Glistrup afsoningen af en fængselsstraf for skattesvig, og han måtte forlade Folketinget og overlade ledelsen af Fremskridtspartiet til Helge Dohrmann. Hermed var vejen banet for at inddrage partiet i et større politisk forlig, Rio Bravo-forliget i oktober 1983. Med forskellige samarbejdspartnere indførte skiftende Schlüterregeringer i løbet af 1980’erne forskellige regelstramninger på de offentlige ydelser; bl.a. blev der lagt loft over kontanthjælpen, ligesom dagpengene ikke blev reguleret i takt med inflationen.
Perioden fra 1983/84 til 1986/87 var præget af en højkonjunktur. Da underskuddet i betalingsbalancen i 1986 blev rekordstort, slog regeringen imidlertid om og bremsede med forskellige stramninger væksten i det private forbrug. Det skete bl.a. med den såkaldte kartoffelkur, som gennemførtes i 1986 og blev et symbol for den nye politik. De økonomiske stramninger var baggrunden for, at perioden i medierne blev betegnet som "fattig-firserne". De blev indgangen til en længerevarende lavkonjunktur, der varede indtil 1993 (somme tider betegnet som "de syv magre år"). Den lave danske efterspørgsel under lavkonjunkturen førte automatisk til en forbedring af betalingsbalancen, og i 1990 kom der for første gang i flere årtier et betalingsbalanceoverskud. Til gengæld steg ledigheden og nåede i starten af 1990'erne et rekordhøjt niveau for efterkrigstiden.

### Reformer i den offentlige sektor
Regeringerne havde i begyndelsen af 1980'erne især koncentreret sig om den økonomiske politik, men mod slutningen af årtiet iværksatte den, bl.a. på initiativ af undervisningsminister Bertel Haarder en række reformer, der tilsigtede mindre bureaukrati i og privatiseringer af den offentlige sektor. Som nyt styringsinstrument i uddannelsespolitikken indførtes Taxameterstyringen.. I dette årti blev antallet af lovforberedende kommissioner mere end halveret. 
På det kulturpolitiske område gennemførte regeringen også reformer, bl.a. gennem et medieforlig i 1986, som førte til brud på Danmarks Radios monopol og oprettelsen af TV2 i 1988. Målet var at give Danmarks Radio konkurrence på formidling af nyheder på tv samt sikre et dansk kvalitetsalternativ til det voksende antal udenlandske tv-kanaler. Denne ændring af især de billedbårne mediers vilkår satte nye betingelser for den politiske kommunikation, som i højere grad end tidligere blev koncentreret om enkeltsager og fokuserede på opgøret mellem partilederne om den politiske magt.

### Informationssamfundet
Fra slutningen af 1980'erne blev den nye udvikling indenfor Informations- og Kommunikationsteknologi betegnet som informationssamfundet. I et sådant samfund er elektronisk overførsel af viden afgørende for produktivitet og innovation. De første udgaver af PC'er var et afgørende skridt i retning af en ændring af kommunikationen i det offentlige rum. En af de teknologiske nyskabelser var CD'en, som vænnende befolkningen til digital lydgengivelse.

### Hæder til danske film
Dansk filmkunst fik et internationalt gennembrud, da Gabriel Axels Babettes gæstebud og Bille Augusts Pelle Erobreren blev hædret med en Oscar for bedste udenlandske film i henholdsvis 1987 og 1988.

### Blekingegadebanden
Efterforskning af drabet på en politibetjent efter et bankrøveri mod postkontoret i Købmagergade, førte til anholdelse af fire mænd i april 1989. Politiet fik et gennembrud i sagen, da man fandt frem til en lejlighed i Blekingegade på Amager, hvor der bl.a. opbevaredes et større arsenal våben. En mindre gruppe på venstrefløjen havde siden 1972 begået politisk motiveret kriminalitet for at skaffe penge til den palæstinensiske organisation PFLP. Pressen døbte gruppen "Blekingegadebanden", og Peter Øvig Knudsen skrev senere et værk i to bind om sagen. 

### Udenrigspolitik
Udenrigspolitikken var i 1980'erne præget af fodnotepolitikken, der betegnede et brud med Nato's dobbeltbeslutning fra 1979 og gav Danmark et tvivlsomt ry i de øvrige NATO-lande. I USA opfandt man udtrykket "Denmarkization" om en udenrigspolitik, der undsiger brugen af Atomvåben.  I 1986 vedtog danskerne ved en Folkeafstemning en stærkere økonomisk integration i EF, betegnet som Den europæiske fællesakt, selv om både S og R anbefalede et "nej".

### Opløsning af blokkene
I slutningen af 1980'erne blev Sovjetunionen økonomisk svækket, og da den nye præsident, Mikhail Gorbatjov, indledte sin reformpolitik, afstod han fra at bruge militær magt, og folk fra DDR begyndte at udvandre via Ungarns meget lempeligt bevogtede grænse. I Polen havde arbejderbevægelsen Solidaritet dannet regering, og den 9. november 1989 blev der åbnet for trafik gennem Berlinmuren. Begivenheden fik stor symbolsk betydning, og i løbet af de følgende år faldt Sovjetunionen sammen og blev erstattet af den Russiske Føderation. I mellemtiden havde både de baltiske lande og de centraleuropæiske stater ("Østeuropa") ansøgt om optagelse i både NATO og EU.

## Politisk oversigt

### Folketingsvalgene 1945-1989
I perioden afholdtes 19 folketingsvalg. Valget i september 1953 blev udskrevet på grund af den nye grundlov, hvis gennemførelse krævede vedtagelse af to på hinanden følgende ting.

#### Mandatfordelingen i Folketinget 1945-1989
| 1945 30. oktober                                                                                         | 48 | 11 | 26 | 38 |   | 3  | 18 | 4 |    |   |   |   |    |   |    |   | 148 |
| 1947 28. oktober                                                                                         | 57 | 10 | 17 | 49 |   | 6  | 9  |   |    |   |   |   |    |   |    |   | 148 |
| 1950 5. september                                                                                        | 59 | 12 | 27 | 32 |   | 12 | 7  |   |    |   |   |   |    |   |    |   | 149 |
| 1953 21. april                                                                                           | 61 | 13 | 26 | 33 |   | 9  | 7  |   |    |   |   |   |    |   |    |   | 149 |
| 1953 22. september                                                                                       | 74 | 14 | 30 | 42 | 1 | 6  | 8  |   |    |   |   |   |    |   |    |   | 175 |
| 1957 14. maj                                                                                             | 70 | 14 | 30 | 45 | 1 | 9  | 6  |   |    |   |   |   |    |   |    |   | 175 |
| 1960 15. november                                                                                        | 76 | 11 | 32 | 38 | 1 |    |    |   | 11 | 6 |   |   |    |   |    |   | 175 |
| 1964 22. september                                                                                       | 76 | 10 | 36 | 38 |   |    |    |   | 10 | 5 |   |   |    |   |    |   | 175 |
| 1966 22. november                                                                                        | 69 | 13 | 34 | 35 |   |    |    |   | 20 |   | 4 |   |    |   |    |   | 175 |
| 1968 23. januar                                                                                          | 62 | 27 | 37 | 34 |   |    |    |   | 11 |   |   | 4 |    |   |    |   | 175 |
| 1971 21. september                                                                                       | 70 | 27 | 31 | 30 |   |    |    |   | 17 |   |   |   |    |   |    |   | 175 |
| 1973 4. december                                                                                         | 46 | 20 | 16 | 22 |   | 5  | 6  |   | 11 |   |   |   | 14 | 7 | 28 |   | 175 |
| 1975 9. januar                                                                                           | 53 | 13 | 10 | 42 |   |    | 7  |   | 9  |   |   | 4 | 4  | 9 | 24 |   | 175 |
| 1977 15. februar                                                                                         | 65 | 6  | 15 | 21 |   | 6  | 7  |   | 7  |   |   | 5 | 11 | 6 | 26 |   | 175 |
| 1979 23. oktober                                                                                         | 68 | 10 | 22 | 22 |   | 5  |    |   | 11 |   |   | 6 | 6  | 5 | 20 |   | 175 |
| 1981 8. december                                                                                         | 59 | 9  | 26 | 20 |   |    |    |   | 21 |   |   | 5 | 15 | 4 | 16 |   | 175 |
| 1984 10. januar                                                                                          | 56 | 10 | 42 | 22 |   |    |    |   | 21 |   |   | 5 | 8  | 5 | 6  |   | 175 |
| 1987 8. september                                                                                        | 54 | 11 | 38 | 19 |   |    |    |   | 27 |   |   |   | 9  | 4 | 9  | 4 | 175 |
| 1988 10. maj                                                                                             | 55 | 10 | 35 | 22 |   |    |    |   | 24 |   |   |   | 9  | 4 | 16 |   | 175 |
| Kilde: Benito Scocozza og Grethe Jensen: Politikens Etbinds Danmarkshistorie. 3. udgave, 2005, s. 452 f. |    |    |    |    |   |    |    |   |    |   |   |   |    |   |    |   |     |

### Folkeafstemninger
Fra vedtagelsen af den nye grundlov i 1953 til 1989 afholdtes 9 folkeafstemninger, hvoraf 5 omhandlede nedsættelse af valgretsalderen, 2 omhandlede afgivelse af suverænitet (§20) og en afholdtes efter mindretalsbestemmelserne i §42.

### Danske regeringer 1945-1989
Perioden var præget af mange skiftende regeringskonstellationer, hvoraf de fleste var mindretalsregeringer, der baserede sig på et eller flere støttepartier. Den parlamentariske situation var derfor præget af en del "folketingsvalg i utide", hvilket både kan tolkes som ustabilitet og som en fordel for "et samarbejdende folkestyre". 
| Regeringsnavn                  | Fra                | Parti(er) | Kaldenavn            |
| ------------------------------ | ------------------ | --- | -------------------- |
| Regeringen Vilhelm Buhl II     | 5. maj 1945        | Samlingsregering: Socialdemokratiet, Venstre, Det Konservative Folkeparti, Dansk Samling og Det Radikale Venstre og Danmarks Kommunistiske Parti | Befrielsesregeringen |
| Regeringen Knud Kristensen     | 7. november 1945   | Venstre |                      |
| Regeringen Hans Hedtoft I      | 13. november 1947  | Socialdemokratiet |                      |
| Regeringen Erik Eriksen        | 30. oktober 1950   | Venstre, Det Konservative Folkeparti |                      |
| Regeringen Hans Hedtoft II     | 30. september 1953 | Socialdemokratiet |                      |
| Regeringen H.C. Hansen I       | 1. februar 1955    | Socialdemokratiet |                      |
| Regeringen H.C. Hansen II      | 28. maj 1957       | Socialdemokratiet, Det Radikale Venstre, Danmarks Retsforbund                                                                                    | Trekantregeringen    |
| Regeringen Viggo Kampmann I    | 21. februar 1960   | Socialdemokratiet, Det Radikale Venstre, Danmarks Retsforbund                                                                                    |                      |
| Regeringen Viggo Kampmann II   | 18. november 1960  | Socialdemokratiet, Det Radikale Venstre |                      |
| Regeringen Jens Otto Krag I    | 3. september 1962  | Socialdemokratiet, Det Radikale Venstre |                      |
| Regeringen Jens Otto Krag II   | 29. september 1964 | Socialdemokratiet |                      |
| Regeringen Hilmar Baunsgaard   | 2. februar 1968    | Det Radikale Venstre, Det Konservative Folkeparti, Venstre                                                                                       | VKR-regeringen       |
| Regeringen Jens Otto Krag III  | 11. oktober 1971   | Socialdemokratiet |                      |
| Regeringen Anker Jørgensen I   | 5. oktober 1972    | Socialdemokratiet |                      |
| Regeringen Poul Hartling       | 19. december 1973  | Venstre |                      |
| Regeringen Anker Jørgensen II  | 13. februar 1975   | Socialdemokratiet |                      |
| Regeringen Anker Jørgensen III | 30. august 1978    | Socialdemokratiet, Venstre | SV-regeringen        |
| Regeringen Anker Jørgensen IV  | 26. oktober 1979   | Socialdemokratiet |                      |
| Regeringen Anker Jørgensen V   | 30. december 1981  | Socialdemokratiet |                      |
| Regeringen Poul Schlüter I     | 10. september 1982 | Det Konservative Folkeparti, Venstre, Centrum-Demokraterne, Kristeligt Folkeparti                                                                | Firkløverregeringen  |
| Regeringen Poul Schlüter II    | 10. september 1987 | Det Konservative Folkeparti, Venstre, Centrum-Demokraterne, Kristeligt Folkeparti                                                                |                      |
| Regeringen Poul Schlüter III   | 3. juni 1988       | Det Konservative Folkeparti, Venstre, Det Radikale Venstre                                                                                       | KVR-regeringen       |